# Семикозівка
Семико́зівка — село в Україні, у  Біловодській селищній громаді Старобільського району Луганської області. Населення становить 1949 осіб.
Село постраждало внаслідок геноциду українського народу, вчиненого урядом СРСР у 1932—1933 роках, кількість встановлених жертв — 123 людей.

## Відомі люди
- Гавриш Данило — (189? -1921) Повстанський отаман, анархо-махновець, один з найбільших отаманів Луганщини діяв в Старобільському повіті.

## Населення
За даними перепису 2001 року населення села становило 1949 осіб, з них 84,45 % зазначили рідною мову українську, 15,5 % — російську, а 0,05 % — іншу.

## Також
- Перелік населених пунктів, що постраждали від Голодомору 1932-1933, Луганська область